# Krimgoter

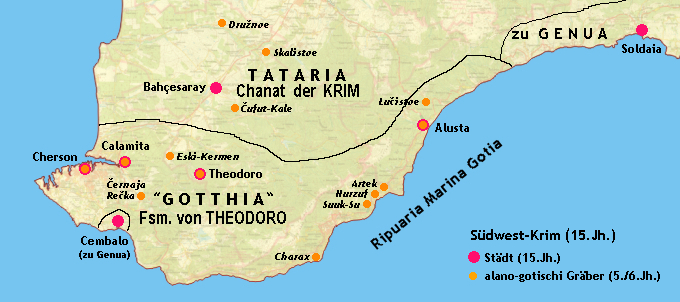
Goterriket (Gottia) – krimgoternes rike.

Krimgoter var en liten germansk folkstam på halvön Krim, vilken numera har dött ut eller sammansmält med de omgivande folken. Krimgoterna omtalas, såsom gothi, redan av Prokopius, som betraktar dem som en kvarleva efter den gamla östgotiska bosättningen vid Svarta havet. Han uppskattade deras antal till 3,000 vapenföra män. 
Enligt den bysantinske historikern Prokopius av Caesarea från 500-talet beboddes regionen Doris eller Doros av de ostrogoter som vägrade att följa med vid Theoderik den stores invasion av Italien på 490-talet. Det blev början på krimgoterna och deras hemland Gothia. Krimgoterna hade fästen i Krims bergstrakter, bland annat Marcopia som idag är en ruin med det turkiska namnet Mangup. Krim hörde först till det östromerska / bysantinska imperiet, och senare till det osmanska riket. De krimgotiska fästena erövrades av krimtatarerna på uppdrag av osmanerna, men krimgoterna levde vidare i tiden tills de språkmässigt fullständigt assimilerades av andra språkgrupper någon gång troligen omkring 1800.
Det är oklart om Krimgoterna var greuthunger eller västgermanska stammar men de bar namnet Gothi, en titel som användes om olika germanska stammar som stannade kvar i länderna runt Svarta havet, särskilt på Krim. De var de mest långlivade av alla de gotiska samhällena. Deras existens är väl belagd genom tiderna, även om den exakta tiden när de upphörde att existera som en egen etnisk grupp är okänd. Liksom goterna i allmänhet blev de utspridda bland de omgivande folken. I sitt fjärde turkiska brev beskriver Ogier Ghiselin de Busbecq (1522–1592) krimgoterna som "ett krigiskt folk, som än i dag bebor många byar". Bortsett från skriftliga rapporter om goternas existens på Krim, både första- och andrahandsuppgifter, från så tidigt som 850, finns också många arkeologiska lokaler, inklusive ruinerna av Krimgoternas tidigare huvudstad: Doros (dagens Mangup). Många smycken, vapen, sköldar, knappar, fibulor och små personliga artefakter har hittats som visas på museer på Krim och även på British Museum och bidrar till en bättre förståelse av Krimgoternas historia. 

## Krimgoternas omstridda ursprung
I Ogier Ghiselin de Busbecqs rapport från 1595 om krimgoterna hävdar han att han inte kan avgöra om de germanska folken på Krim var goter eller saxare. Språket kan inte direkt kopplas till det väldokumenterade gotiska språket. Även om de flesta forskare är överens om att folken måste ha varit av gotiskt ursprung, har vissa andra hävdat att de så kallade krimgoterna i själva verket var västliga eller till och med nordgermanska stammar som bosatte sig på Krim, kulturellt och språkligt influerade av östgoterna. Till exempel fick en grupp anglosaxare som flydde från den normandiska erövringen faktiskt asyl hos det bysantinska riket och fick mark på Krim, och fick benämningen krimgotisk. Under medeltiden var det vanligt att hänvisa till ett stort antal germanska stammar som goter, så den exakta etniska karaktären hos de germanska folken på Krim är ett ämne för debatt. Det är tänkbart att det krimgotiska språket härstammar från anglosaxare som anlände omkring 1100 istället för från goter från flera hundra år dessförinnan.
Uggleupplagan av Nordisk familjebok beskriver Krimgoterna. Flera västeuropeiska resande har besökt goterna och sedan berättat om deras märkvärdiga språk, som var så likt tyskan. Bara den österrikiske diplomaten Busbecq har meddelat några uppteckningar av språket. Han var flamländare och besökte Krim 1562 under en resa till Östeuropa på uppdrag av det österrikiska hovet. Han beskriver resan i Legationis turcicæ epistolæ från 1589. Goti stammens antal hade då minskat till omkring 800 man. Ännu på 1700-talet fanns det emellertid goter kvar på Krim, och deras germanska språk anses icke ha dött ut förrän inemot år 1800. 
Nordisk familjebok beskrev G. Loewes arbete Die reste der germanen am Schwarzen meere  från 1896 som huvudverket om Krimgoterna. I arbetet behandlas också andra vid Svarta havet bosatta germanska stammar. Boken recenserades av A. Noreen i Historisk tidskrift 1898. Loewe anser, att Krimgoterna egentligen icke varit goter, utan att de tillhört herulernas stam, en åsikt, som han huvudsakligen stöder på en analys av de genom Busbecq bekanta språkproven. Att de allmänt blivit kallade gothi, förklarar Loewe berodde på att detta var den generella grekiska benämningen på germaner av alla slag. Loewes teori har emellertid endast delvis vunnit fackmännens bifall. En slutgiltig lösning av frågan är kanske inte möjlig, med de torftiga källor som stå oss till buds. Senare har flera andra nationaliteter föreslagets för gruppen. Det finns en teori om att några anglosaxare som lämnade England efter slaget vid Hastings 1066 anlände till Konstantinopel i tid för att hjälpa bysantinerna att slå tillbaka en invasion.

## Historia

### Tidig historia

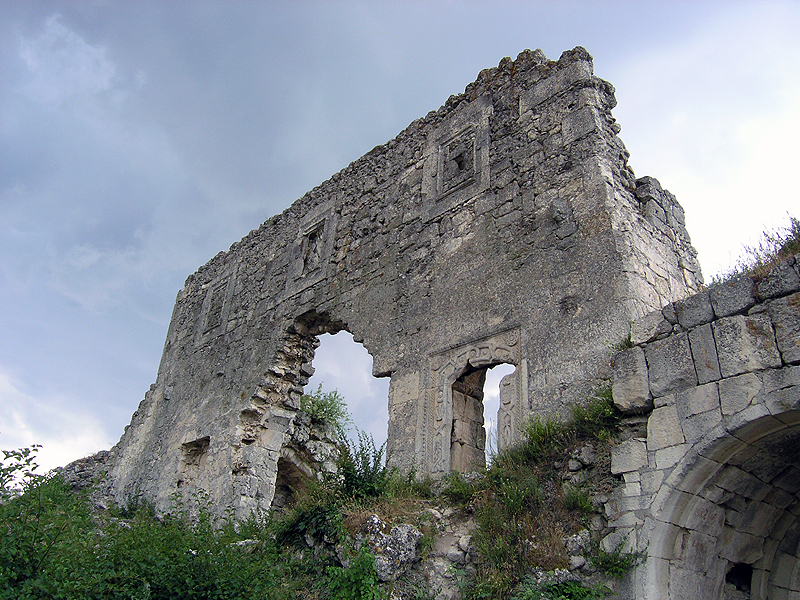
Ruinerna av Mangup i Doros: Krimgoternas huvudfäste.

Herwig Wolfram menar att ostrogoterna hade ett stort rike norr om Svarta havet på 300-talet, som hunnerna erövrade under den gotiske kungen Ermanarics tid, när hunnerna migrerade till den ukrainska stäppen. Ostrogoterna blev hunnernas vasaller fram till Attilas död, då de gjorde uppror och återfick sin självständighet. Enligt Peter Heather och Michael Kulikowski existerade inte ens ostrogoterna förrän på 400-talet, då de uppstod ur andra gotiska och icke-gotiska grupper. Det kan vara andra gotiska grupper som bosatte sig på Krim. Det har också spekulerats i att Krimgoterna i själva verket var saxare som flydde från kristen förföljelse från väster, eller nordgermanska stammar som migrerade söderut. Existensen av goter på Krim är belagd från omkring 200-talet, varefter de är väl rapporterade om framåt i tiden. Under slutet av 400-talet och början av 500-talet kämpade krimgoterna mot hunner som flyttade tillbaka österut efter att ha förlorat kontrollen över sitt europeiska imperium. På 400-talet försökte Theoderik den store rekrytera goter från Krim till sina fälttåg i Italien, men få visade intresse för att ansluta sig till honom.

### Bysantisk tid
Furstendömet Gothia eller Theodoro bildades efter det fjärde korståget av delar av det bysantinska Klimata som inte var ockuperat av genuesarna. Fustendömets befolkning var en blandning av greker, krimgoter, alaner, bulgarer, kiptjaker och andra folkslag, som alla bekände sig till den ortodoxa kristendomen. Furstendömets officiella språk var grekiska. Territoriet kontrollerades till en början av Trebizond, och var möjligen en del av dess besittningar på Krim, Perateia. Många krimgoter var grekisktalande och många icke-gotiska bysantinska medborgare bosatte sig i den region som regeringen i Konstantinopel kallade "Gothia". Ett gotiskt furstendöme runt Doros (nuvarande Mangup), furstendömet Theodoro, fortsatte att existera under olika perioder av vasallskap till bysantinerna, kazarerna, kiptjakerna, mongolerna, genuesarna och andra imperier fram till 1475, då det slutligen införlivades i khanatet Krim och det osmanska riket. Detta anses allmänt vara slutet för Krimgoternas större självständighet.

### 1500-talet

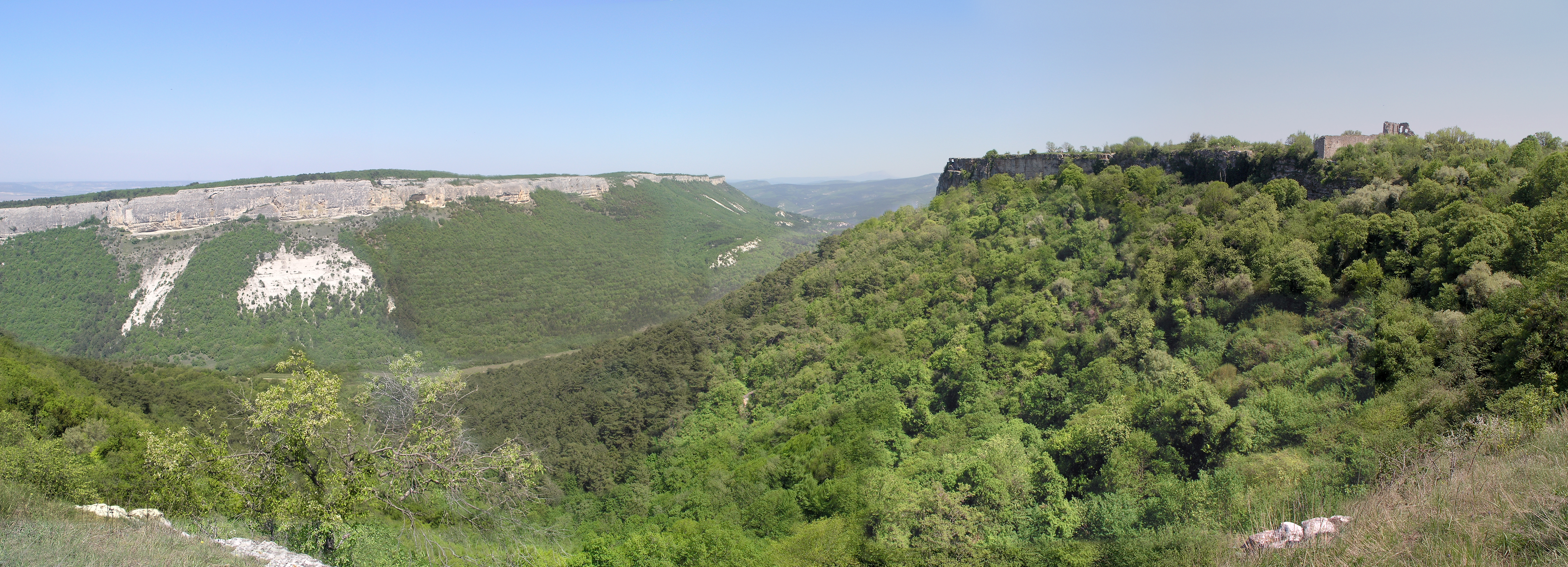
Mangup Kale är den största befästningen på Krimhalvön.

På 1500-talet hade goternas existens på Krim blivit välkänd för europeiska forskare. Många resenärer besökte Krim och skrev om goterna. En romantisk skildring finns i Joachimus Cureus Gentis Schlesiae Annales där han hävdar att hans skepp under en resa i Svarta havet tvingades i land av stormar. Där fann han till sin förvåning en man som sjöng en sång där han använde tyska ord. När han frågade honom var han kom ifrån svarade han att hans hem låg i närheten och att hans folk var goter. Flera inskriptioner från början av 800-talet som hittats i området använder ordet got endast som ett personnamn, och inte som etnonym. Samtidigt fanns det legender om en gotisk stat på Krim i Europa under hela medeltiden. På 1500-talet rapporterade ett österrikiskt kejserligt sändebud vid Suleimans hov, Ogier Ghiselin de Busbecq, att han hade haft ett samtal med två goter i Konstantinopel. Han lämnade också det gotisk-latinska lexikonet med ett hundratal germanska ord som delar vissa drag gemensamt med det antika gotiska språket. Efter Busbecqs rapport reste många europeiska resenärer för att besöka Krim, Torquatus besökte Krim i mitten och slutet av 1500-talet där han rapporterade att det fanns goter som talade sitt eget språk, men som använde grekiska, tatariska och ungerska i umgänget med utomstående.

År 1690 skriver Kampfer:
Det språk som talas på Krimhalvön eller Taurica Chersonesus i Asien har fortfarande kvar många tyska ord, som förts dit, vilket antas ha gjorts av en koloni goter, som bosatte sig där omkring 850 år efter syndafloden. Den framlidne herr Busbeq, som hade varit kejserlig ambassadör i den osmanska hamnen, samlade och publicerade ett stort antal av dessa ord i sitt fjärde brev; och under mina egna resor genom detta land lade jag märke till många fler.

## Religion
Området tillhörde Metropolitanatet Gothia som har en artikel på engelska wikipedia. Den första rapporten om krimgoterna finns i Vita av Sankt Kyrillos, slavernas apostel som reste till Krim för att predika evangeliet för kazarerna omkring år 850. Han nämner goter som människor som läste och prisade den kristne Guden på sitt eget språk.  År 1606 hävdade Joseph Justus Scaliger att goterna på Krim läste både Gamla och Nya testamentet med bokstäverna i Wulfilas alfabet. Dessa är de enda två rapporter som hänvisar till existensen av en skriftlig form av gotiska på Krim, men som också bekräftar deras kristna tro. Goterna utövade ursprungligen olika former av hedendom, i sin tur en undergrupp av germansk hedendom, innan de nominellt kristnades från 300-talet till 500-talet e.Kr.  Krimgoterna hade konverterat från ariansk till kalcedonisk kristendom på 500-talet. På 700-talet ledde Johannes av Gothia, en ortodox biskop, en misslyckad revolt mot kazarernas överhöghet. Efter splittringen av den kalcedoniska kristendomen på 1000-talet mellan de romerska och ortodoxa grenarna förblev dessa folk lojala mot Konstantinopel som en del av den östortodoxa kyrkan.

## Språk
På 1500-talet registrerades fragment av deras språk, krimgotiska, av den flamländske diplomaten Ogier Ghislain de Busbecq, verksam i det osmanska imperiet. Krimgotiska var det av Krimgoterna talade germanska språket, bekant för vetenskapen genom de av Busbecq gjorda uppteckningarna. Dessa utgöras av 86 olika ord och uttryck, däribland räkneorden: ita, tua, tria, fyder, fynf, seis osv. Släktskapsord som brûder broder, schuuester syster, benämningar på kroppsdelar: oeghene ögon, handa hand, hocf hufvud, plût blod med flera, namn på andra alldagliga begrepp och föremål: ada ägg, broe bröd, mine måne samt några få fraser. Urvalet är gjort med god urskillning, men ortografien lider naturligt av inkonsekvens och brister.
Krimgoternas språk är dåligt belagt, med endast 101 självständiga former som överlevt, av vilka få är fraser, och en treradig sång, som aldrig har översatts slutgiltigt. Möjliga lånord används fortfarande i krimtatariska, även om även detta fortfarande är outforskat och lite spekulativt. År 2015 hittades fem gotiska inskriptioner (graffitti) av Andrey Vinogradov, en rysk historiker, på stenplattor som grävdes ut i Mangup 1938 och dechiffrerades av honom och Maksim Korobov. Läsningen av dessa inskriptioner försvårades av att de senare skrevs över av grekisk graffiti. Senare har fler inskriptioner som belyser hur goterna kristnades hittats på Krim. Inskriptioner gjorda med Wulfilas bokstäver stärker att befolkningen har varit goter.

## Krimgoternas försvinnande
Det finns många andra källor som hänvisar till existensen av goter på Krim efter Busbecqs rapport, men ingen ger detaljer om deras språk eller seder. Den sista kända uppgiften om goterna på Krim kommer från ärkebiskopen av Mohilev, Stanisław Bohusz Siestrzeńcewicz omkring 1780, som besökte Krim i slutet av 1700-talet och noterade att det fanns människor vars språk och sedvänjor skilde sig mycket från deras grannar och som han drog slutsatsen måste vara goter. Ytterligare uppgifter om språkets existens sedan slutet av 1700-talet saknas, men samhällen med germansk etnicitet och utmärkande separata seder och fysiska särdrag har registrerats på Krim även senare. Enstaka tror att det gotiska språket överlevde som språk i hemmen in på 1900-talet. Enligt den sovjetiske etnologen V. E. Vozgrin gifte sig goterna med krimtatarerna och konverterade sedan troligen till islam. I The Crimean Tatars: the diaspora experience and the forging of a nation av Brian Glyn Williams citerar han Vozgrin som säger: "Med all sannolikhet är deras ättlingar tatarer i en rad byar på Krim som är skarpt avgränsade från invånarna i närliggande byar genom sin stora längd och andra drag som är karakteristiska för skandinaverna."
Det är troligt att goterna hade börjat tala krimtatariska och krimgrekiska långt innan Busbecq anlände, så de kan mycket väl ha integrerats i den bredare befolkningen, eftersom senare besökare i Mangup inte kunde upptäcka några spår av gotiska folk.

## Tredje rikets planer för Krim
Nästan inga spår av Krimgoterna finns idag. Det hävdades av Tredje riket och av Adolf Hitler att Krimgoterna hade överlevt tillräckligt länge för att korsa sig med senare tyska bosättare på Krim, och att de tyska samhällena på Krim utgjorde ursprungsbefolkningar i det området. Hitler hade för avsikt att flytta tyskar till Krim och döpa om många städer till deras tidigare krimgotiska namn. Under den nazistiska ockupationen av Krim efter axelmakternas erövringen i Sovjetunionen ändrades Sevastopol till Theoderichshafen. Hitlers slutliga mål för sitt planerade Gau Gothenland Gothland eller Gothia var att ersätta lokalbefolkningen med rena tyskar och förvandla Krim till vad han beskrev som det tyska Gibraltar– ett nationellt fotfäste som inte gränsade till resten av Tyskland, på samma sätt som Gibraltar inte var angränsande till resten av Storbritannien – för att förbindas med Tyskland genom en autobahn. Planen sköts upp under hela kriget och genomfördes aldrig på grund av den sovjetiska återerövringen av Krim och Nazitysklands nederlag.